# Дворжак, Милан (футболист)
Ми́лан Дво́ржак (чеш. Milan Dvořák; 19 ноября 1934, Прага — 21 июля 2022) — чехословацкий футболист, участник ЧМ-1958.

## Биография

### Игровая карьера
Дворжак начинал карьеру в клубе «Спартак Прага Сталинград», в которой он отыграл два сезона.
Затем он перешёл в пражскую «Дуклу», в составе которой отыграл 16 сезонов, выиграв с командой 7 раз чемпионат и 4 раза Кубок Чехословакии. В последующие годы играл за «ТЕ Спартак Влашим» (1970—1971) и «Викторию Жижков», которая стала его последним клубом в карьере.
В составе сборной Чехословакии был участником ЧМ-1958, на котором сыграл в 4 матчах и забил 2 мяча.

### Смерть
Скончался 21 июля 2022 года в возрасте 87 лет.

## Достижения

### Командные
«Дукла»
- Чемпион Чехословакии (7): 1956, 1957/58, 1960/61, 1961/62, 1962/63, 1963/64, 1965/66
- Обладатель Кубка Чехословакии (4): 1961, 1965, 1966, 1969

### Личные
- Лучший бомбардир чемпионата Чехословакии: 1956 (15 голов) (вместе с Мирославом Вицеком).